# Боспорская эра
- Вифиния — на северо-западе Малой Азии;
- Понтийское царство — на северо-востоке Малой Азии и отмечено наиболее тёмным;
- Боспорское царство — на северном берегу Чёрного моря.

Боспорская эра, также понтийская, вифинская или вифино-понтийская, — календарная эра, использовавшаяся с 149 года до н. э. по крайней мере до 497 года н. э. в Малой Азии и на Чёрном море. Эра возникла в Вифинии, использовалась также в Понтийском и Боспорском царстве, в последнем — наиболее продолжительное время. Боспорская эра начинается с коронации вифинского царя Зипойта в октябре 297 г. до н. э.
Обозначается BE — сокращение от английских названий Bosporan era и Bithynian era — или AB — сокращение от латинских названий Anno Bospori и Anno Bithyniae.
Самыми ранними свидетельствами использования боспорской эры являются монеты, датируемые 149—148 годами до н. э., когда вифинский царь Никомед II Эпифан сверг своего отца Прусия II. На более ранних монетах Вифинии не было даты, поэтому возможно, что боспорская эра была изобретена в это время. На монетах Понтийского царства эра была принята при Митридате VI, не позднее 96-95 года до н. э., заменив используемую ранее эру Селевкидов. Поскольку Понтийское царство и Вифиния в это время были соперниками, наиболее вероятная дата начала использования боспорской эры в Понтийском царстве — период краткого союза между государствами в 108 году до н. э., во время совместного вторжения в Пафлагонию.
Боспорская эра вышла из употребления в северной части Малой Азии после завоевания римлянами в 63 г. до н. э. и присоединения к римской провинции Вифиния и Понт. Нет никаких доказательств того, что её использование было подавлено римскими властями — вероятно, местные власти перешли на те же системы летоисчисления, что и в ранее завоёванных частях провинции. Таких летоисчислений было несколько, включая эру Селевкидов, но боспорская эра в них не вошла.
Об использовании боспорской эры в Малой Азии известно только по монетам, но сохранились надписи с территории Боспорского царства. Там боспорская эра использовалась вместе с месяцами древнемакедонского календаря. Самая ранняя найденная надпись с боспорской эпохой датируется 29 или 17 годом н. э. и упоминает правящего царя Аспурга, а последняя — 497—498 годами н. э.
Первые монеты с боспорской эрой появляются в регионе при сыне понтийского царя Митридата VI, Фарнаке II (97-47 до н. э.), владения которого ограничивались регионом Керченского пролива, а не Малой Азией. Несмотря на чеканку на месте, в Боспорском царстве, монеты были понтийского типа. Первые отчётливо боспорские монеты с указанием боспорской эры появляются при царице Динамии и датируются 17-16 годами до н. э. Использование боспорской эры на монетах продолжается только до правления Рескупорида VI в 303—341 годах н. э., хотя использование в надписях продолжается ещё полтора века.